# Jack Henry Abbott
Jack Henry Abbott (* 21. Januar 1944 in Oscada, Michigan; † 10. Februar 2002 in Alden, New York) war ein US-amerikanischer Kapitalverbrecher und Schriftsteller.
Er wurde 1981 aus der Haft entlassen, nachdem seine schriftstellerische Tätigkeit von etlichen hochrangigen Kritikern gelobt worden war, darunter auch von Norman Mailer. Sechs Wochen nach seiner Freilassung erstach er im Streit einen jungen Mann, wurde wegen Totschlags verurteilt und erhängte sich 2002 im Gefängnis.

## Leben
Nach eigenen Angaben wurde Abbott in Camp Skeel als Sohn eines irisch-amerikanischen Soldaten und einer chinesischen Prostituierten geboren. In seinem Buch In the Belly of the Beast gibt er an, von Geburt an immer wieder bei Pflegeeltern aufgewachsen zu sein, bis er im Alter von neun Jahren begonnen habe, „lange Zeiten im Jugendarrest abzusitzen“. Als Kind hatte Abbott Ärger mit Lehrern und später mit dem Gesetz, und im Alter von 16 schickte man ihn auf die Utah State Industrial School, eine Reform-Einrichtung. Abbotts eigenen Schilderungen zufolge hinterließ die Misshandlung durch die Schulwärter bei ihm lebenslange Spuren.
Der australische Film Ghosts... of the Civil Dead basiert auf seiner Lebensgeschichte.

### Haft und Freilassung
1965, im Alter von 21, saß Abbott wegen Fälschung eine Haftstrafe in einem Gefängnis in Utah ab, in dem er einen Mithäftling erstach. Für diese Tat wurde er zu weiteren „drei bis 23 Jahren“ verurteilt. Es gelang ihm auszubrechen und eine Bank in Colorado zu überfallen; 1971 wurde sein Urteil deshalb um weitere 19 Jahre erhöht. Hinter Gittern verhielt sich Abbott aufsässig und verbrachte viel Zeit in Einzelhaft.
1977 las er, dass Norman Mailer über den verurteilten Mörder Gary Gilmore schrieb. Abbott schrieb an Mailer und gab an, dass Gilmore seine Erlebnisse stark geschönt habe; Abbott bot an, über seine eigenen Erfahrungen hinter Gittern zu schreiben und eine realistischere Schilderung des Lebens im Gefängnis zu bieten. Mailer stimmte zu und half bei der Veröffentlichung des Buches In the Belly of the Beast, das aus Abbotts Briefen an Mailer bestand.
Mailer unterstützte Abbotts Bemühungen um Begnadigung. Abbott wurde im Juni 1981 tatsächlich freigelassen, trotz der Bedenken der Gefängnisvertreter, von denen einer Abbotts psychischen Zustand in Frage stellte und auf die Frage, ob dieser rehabilitiert sei, antwortete: „Ich hielt … Herrn Abbott für gefährlich … Ich sah ihn nicht als einen Menschen, der sich geändert hätte. Seine Einstellung, sein Verhalten ließen auf eine Psychose schließen.“ Nach seiner Entlassung ging Abbott nach New York City und genoss für kurze Zeit die Bewunderung der Literaten-Szene.

### Mord und erneute Inhaftierung
Am Morgen des 18. Juli 1981, sechs Wochen nach seiner Haftentlassung, ging Jack Abbott  in Manhattan in ein kleines Café namens Binibon. Er geriet in einen Streit mit dem Schwiegersohn des Restaurantbesitzers, dem 22-jährigen Richard Adan, über die Benutzung der Angestelltentoilette. Abbott tötete Adan mit einem Stich in die Brust und behauptete später, er habe in Notwehr gehandelt. In Unkenntnis des Verbrechens druckte die New York Times am nächsten Tag eine positive Besprechung von In the Belly of the Beast.
Nachdem er sich einige Zeit auf der Flucht befunden hatte, wurde Abbott schließlich bei der Arbeit auf einem Ölfeld in Morgan City (Louisiana) verhaftet. Angeklagt wurde er wegen Mordes an Adan. Bei seinem Prozess im Januar 1982 gewann er die Unterstützung von Prominenten wie dem Schriftsteller Jerzy Kosinski und der Schauspielerin Susan Sarandon, die ihren Sohn Jack Henry Robbins nach Abbott benannte. Abbott wurde wegen Totschlags zu 15 Jahren bis lebenslänglich verurteilt. Er war zuletzt im Hochsicherheitsgefängnis „Wende Correctional Facility“ inhaftiert, das sich in Alden (New York) befindet.
Abgesehen von $12.500 Anzahlung erhielt Abbott keine Einnahmen aus dem Verkauf von In the Belly of the Beast, weil Richard Adans Witwe ihn erfolgreich auf $7,5 Millionen Schadenersatz verklagt hatte, weshalb sie sämtlichen Gewinn aus den Buchverkäufen erhält.
Im Rückblick bereute Norman Mailer seine Unterstützung für Abbott. In einem Interview in The Buffalo News sagte Mailer 1992, dies sei „eine weitere Episode in meinem Leben gewesen, an der ich nichts finden kann, worüber man sich freuen oder worauf man stolz sein könnte.“ Kosinski gab zu, dass seine Unterstützung für Abbott im Grunde eine Täuschung gewesen sei.

### Die späten Jahre
1987 veröffentlichte Abbott ein weiteres Buch: My Return („Meine Rückkehr“). Wie schon In the Belly of the Beast argumentiert Abbott, dass die Gesellschaft sich damit auseinandersetzen müsse, wie sie Gefangene behandelt und dass das Gefängnissystem grundsätzlich mangelhaft sei, indem es Insassen wie Untermenschen behandele. In Belly of the Beast beschreibt Abbott die Hilflosigkeit, die Insassen empfinden, während sie einem Gefängnissystem ausgesetzt sind, das scheinbar nie für sein Handeln Rechenschaft ablegen muss. Abbot sieht eine negative Wirkung von Gefängnissen auf die gesamte Gesellschaft:

„Wir haben keine Rechte als Gefangene, sondern nur als Bürger. Die einzigen „Rechte“, die wir haben, sind jene, die ihrem „Ermessen“ obliegen. Folglich behaupten wir unsere Rechte auf die einzige Weise, die uns bleibt. Es ist ein Kompromiss, und letztlich fürchte ich sehr, dass wir als Gefangene verlieren werden — doch dieser Verlust wird der Verlust der gesamten Gesellschaft sein. Wir sind nur wenige Stufen von der Gesellschaft entfernt. Nach uns kommt ihr.“

Abbott erschien 2001 vor der Berufungskommission, die seinen Antrag jedoch ablehnte, weil er keine Reue zeigte, ein langes Vorstrafenregister hatte und Disziplinarprobleme während der Haft.
Abbotts Misstrauen gegenüber dem Gefängnissystem und seine Weigerung, Bedauern für viele seiner Taten auszudrücken, beruhten auf seiner Überzeugung, dass viele seiner Handlungen Reaktionen auf ein entmenschlichendes System seien. Als Beispiele gibt er an, im Alter von 12 Jahren bis 18 eingesperrt worden zu sein, nur weil er sich „nicht gut an Pflegefamilien gewöhnt habe“ sowie die Strafe von bis zu fünf Jahren für das „Ausstellen eines nicht gedeckten Schecks“ als er 18 war. Dies seien Beispiele eines Systems, das diejenigen kriminalisiere und hart bestrafe, die für die Gesellschaft untauglich seien.
Am 10. Februar 2002 erhängte sich Jack Abbott in seiner Gefängniszelle mit einer Schlinge, die er aus seinen Bettlaken und Schnürsenkeln konstruiert hatte. Er hinterließ einen Abschiedsbrief, der jedoch nie veröffentlicht wurde.
2004 spielte ein New Yorker Theater ein Stück namens In the Belly of the Beast Revisited.

## Publikationen
- In the Belly of the Beast: Letters from Prison, New York: Random House 1981; ISBN 0-679-73237-3 – Deutsche Übersetzung von Jürgen Abel unter dem Titel Mitteilungen aus dem Bauch der Hölle, mit einem Vorwort von Norman Mailer, Frankfurt am Main: Ullstein 1982; ISBN 978-3-550-06357-2
- mit Naomi Zack, My Return, Amherst, New York: Prometheus Books, 1987; ISBN 978-0-87975-355-9